# Thiniszi kor
Egyiptom történelmében az I. és II. dinasztia uralkodása a thiniszi kor (i. e. 3065-2686), mely korai dinasztikus kor vagy archaikus kor néven is ismert.

## A Két Föld egyesítésének okai
I. e. 3000 körül déli kezdeményezésre megszületett az egységes birodalom. Hogy miért Felső-Egyiptom volt az egyesítés ösztökélője, arra a kérdésre a természeti viszonyokban találjuk meg a választ. Az évenkénti áradás, mely az egyiptomiak vetését táplálta vízzel, Afrika egyenlítői vidékén, a Nílus forrásvidékén kezdődött. Késő tavasszal az Indiai-óceán felől érkező monszunok felhőiből óriási esőzések formájában irdatlan mennyiségű víz zúdult alá Kelet-Afrika fennsíkjaira, s ez a víz a Kék-Nílust duzzasztotta, ami Kartúm mellett egyesült a Fehér-Nílussal. A két folyó találkozása után hat egymást követő zuhatagos szakaszon – kataraktán – zúdult alá a víz; ezek közül a legészakibb – az első katarakta – jelentette Egyiptom földrajzi határát.
Kevéssel a nyári napéjegyenlőség után az árhullám elérte a Nílus völgyét. Az első katarakta és a Nílus-delta mocsarai közötti termékeny földsávnak – Felső-Egyiptomnak – a lakói szerencsések voltak, mert a Nílus mentén természetes dombszerű gátak, ún. „teknősbékahátak” húzódtak. A vidék lakói a dombtetőkre építették sárkunyhóikat, s itt várták ki az árhullám levonulását, többnyire biztonságban. Az áradás után, ahogy a Nílus apadt, a kiöntött víz visszamaradt a teknősbékahátak menti természetes bemélyedésekben. A parasztok ekkor láttak neki a munkának: közösen gabonát ültettek, és a zsendülő vetést ezeknek a természetes víztározóknak a vizével öntözték.
Mivel mindenkinek érdekében állott, hogy az öntözés egyre nagyobb területen és egyre komolyabb formában történjék, egyre szorosabb társadalmi szálak fűzték össze a Nílus partjai mentén lakókat. Idővel a falusias települések csoportjaiból tartományok – nomoszok – szerveződtek, melyek a nomarkhésznek nevezett főember, azaz kerületi kormányzó alá tartoztak. I. e. 3400-3300 körül Felső-Egyiptom nomoszai egységbe tömörültek, s már egyetlen uralkodóé volt a hatalom az egész vidék felett.
Északon, a Nílus-delta mocsaras vidékén mások voltak a természeti feltételek. Itt a mocsárból kiemelkedő homokdombokra épült településeket egész évben elszigetelte egymástól a mocsár. Ezért eléggé természetes, hogy Alsó- és Felső-Egyiptom egyesítését a Nílus völgyének társadalmilag egymáshoz szorosabban kapcsolódó közösségei kezdték szorgalmazni.

## A dinasztikus állam

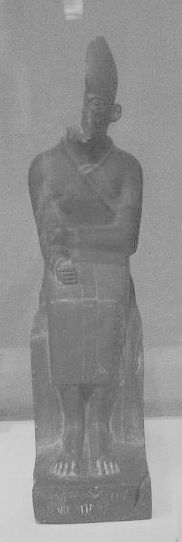
Haszehemui szobra

Az állami egység megteremtése, a dinasztikus állam létrejötte a Thiniszből származó Meni nevéhez fűződik. Az ország déli részén (Felső-Egyiptom) Nehen (Kóm el-Ahmar) központtal létrejött törzsszövetség állama Narmer és fia, Ménész idején meghódította a nagy kiterjedésű mocsarak miatt földművelésre kevésbé alkalmas, ezért gazdasági szempontból fejletlenebb deltavidéket. Ménész hadjáratokat vezetett a núbiaiak és a líbiaiak ellen is, és kereskedelmi kapcsolatokat létesített a Közel-Kelettel, továbbá megalapította Memphiszt (óegyiptomi nyelven: Men-nefer-Pepi, később Menfé). Memphisz jelentőségét ebben a korai időszakban háttérbe szorította két város, Nehen és Thisz (vagy Thinisz); az utóbbi a győztes királyi ház székhelye, innen származik a thiniszi kor, a korszak uralkodóira pedig a thiniszi királyok vagy thiniták elnevezés. Az I. dinasztia kezdetét két fontos változás jelzi, éspedig az íráshasználat elterjedése, valamint Memphisz megalapítása. Az I. dinasztiának Ménésszel együtt aki kb 60 évig uralkodott nyolc királya volt. Ménész fia Athothisz 27 évig uralkodott. Ő építtette a memphiszi királyi palotát. Ennek fia Kenkenész 39 évig uralkodott. Uenephész, 42 évig. Őt követte 20 évig Uszaphaisz, Niebaisz 26 évig, Szemempszész, végül Ubienthész ismét 26 évig. A történészek alig megoldható problémája az, hogy ezek a királynevek Manethón töredékeiből származnak. Ha összehasonlítjuk a dinasztia egykorú emlékanyagával akkor kiderül, hogy a nevek nem mindig egyeznek a korabeli királynevekkel. A baj az, hogy ie. 3000 táján az uralkodókat majdnem mindig Hórusz néven emlegetik, az újbirodalmi királylisták viszont az uralkodói nevet tüntetik fel. Ezért is nehéz az azonosításuk.
Az I. és a II. dinasztia uralma idején (i. e. 2780-ig) minden hatalom az istenkirály személyében összpontosult, aki a kettős birodalom jelképeként fehér (felső-egyiptomi), ill. vörös (alsó-egyiptomi) kettős koronát viselt. Ménész utódai igyekeztek megerősíteni a Felső- és Alsó-Egyiptom közötti politikai és közigazgatási egységét, ám a II. dinasztia idején viszályok támadtak a trónutódlás körül. Egyazon időben két király kormányzott, Memphiszben és Thiniszben, de végül Peribszen Thiniszt (a mai Girga) nevezte ki fővárosnak, és kinyilvánította, hogy ő Széth isten megtestesülése. Peribszen volt az egyiptomi történelem egyetlen királya, aki a Hórusz-név helyett Széth nevét viselte. Haszekhem, aki követte őt a trónon, erélyes eszközökkel helyreállította az egységet, és lefektette az óbirodalom központosított államának alapjait.
A II. dinasztia utolsó királyával, Haszekhemmel kapcsolatos leletek zöme Hérakleopoliszból származik. Itt talált két szobra azt bizonyítja, hogy a király valóban járt a Delta-vidéken is. Haszekhem legyőzte a felső-egyiptomi hagyományőrző arisztokráciát is, amely szembeszegült az állam központosításával, s így sikerült egyesítenie Felső- és Alsó-Egyiptomot. Nevében is azonosulni akart a Két Országgal, ezért Haszekhemuira változtatta, ami azt jelenti: „Felkel a Két Hatalom” (Hórusz és Széth). Elődjéhez, Peribszenhez hasonlóan ő is Abüdoszban építtette meg síremlékét. Egyébként ez a város lett idővel Ozirisz kultuszának központja.
Az I. és II. dinasztia idején készül az archaikus kor művészetének kiemelkedő emléke, Dzset fáraó (i. e.2952/2902–2939/2889) Abüdoszból származó mészkő sztéléje, amely egykor az uralkodó sírtemplomának bejáratát díszítette. E periódusban épül Felső-Egyiptom fővárosában, Hierakónpoliszban az iszaptéglából épített, II. dinasztia kori „Erőd” Haszekhemui fáraó (i. e. 2734/2684–2707/2657) gránit kapubejárójával; ugyanitt álltják fel az uralkodó i. e. 2720. körül faragott szobrát.
Ebben a korszakban keletkeztek a királyi masztabasírok Abüdoszban és Szakkarában. A sír, mely a fáraó testét befogadta Abüdoszban, egy „masztaba” néven ismert nagyméretű építmény volt. Örök időkre épült napégette agyagtéglákból, teteje lapos volt, négy oldala lejtős. A belsejében található fülkéket a legkülönfélébb áldozati tárgyakkal – élelmiszerrel, bútorral, szerszámokkal és fegyverekkel – rakták tele, hogy mindez a fáraót segítse a túlvilágon. Az építmény alatt egy járaton át egy föld alatti kamrához lehetett jutni, amelyet a sziklás talajból véstek ki, falait pedig téglákkal borították. Létrejött a szervezett öntözés, a központosított államrendszer, a fejlettnek mondható közigazgatás és kialakult Ré kultusza. Kialakultak a fáraó hivatalos titulusai. Évenként népszámlálást tartottak.

## Az egységes királyság mitológiája és túlvilághite
A thiniszi királyok biztos ideológiai támaszt is igyekeztek teremteni maguknak, uralkodói neveik a déli és északi mitológia szinkretizmusát mutatják. Eme egységesítés ugyan felülről indult, s a mítoszok legkorábbi formái ellentmondásosak, mégis jó alap lett a szakrális királyság tekintélyének megerősítéséhez. Az egyiptomiak nem kedvelték a determináltság elképzeléseit, főképp a Középbirodalmat megelőző időkben – bár voltak sorssal kapcsolatos vonatkozásai egyes isteneknek, mint például a Hathórok-nak (a többes szám itt jelképes). Az istenek és a Sors közti viszony gyakran változott. A másvilághit ismert legrégebbi dokumentumai azt mutatják, hogy a lelkek haláluk után a csillagok közé igyekeztek kerülni. A király lelke egyenesen a Pusztulást Nem Ismerők, azaz a cirkumpoláris csillagok társa lett. A másvilág leggyakoribb jele, a körbe zárt csillag is ez időből származik. Ezen elképzelés későbbi formája szerint az uralkodó lelke a Napbárkába száll. Az Óbirodalom közepéig, nevezetesen az V. dinasztia koráig úgy tűnik, a Másvilág, illetve az istenek társasága csak az uralkodót illette meg, ettől kezdve fokozatosan a királyi család, a tágabb előkelőség, majd a közemberek is reménykedhettek a Túlvilágra jutásban. Csak később, a szinkretizált mitológia hatására került a Másvilág a föld alá, mint Ozírisz (Uśire) alvilági birodalma. Az I. és II. dinasztia alatt jelentős fejlődés figyelhető meg a kerekszobrászatban, amely talán a mítoszok egységesítésének köszönhető, illetve a folyamat része, hiszen legtöbbjük mitikus tematikájú.
Az, hogy a legelterjedtebb mítoszokban mely istenek jutnak főszerepre, talán közvetve megmutatja, hogy mely városok játszották a legnagyobb szerepet a korabeli politikában. A mítoszok főszereplői közül talán csak Ozírisz (Uśire) és Hór származási helye ismeretlen, bár gyanítható, hogy az előbbi alsó-egyiptomi (a legkorábbi ismert időkben is oly széles körben tisztelték, hogy származását nem lehet megállapítani), az utóbbi déli, sőt nehemi. A legfontosabb városok ezek szerint: Neheb-Nehem (Nehbet – és Hór), Tarir (más néven Junet, Hathor), Abüdosz (Abdzsu, Hentiamentiu), On (vagy Junu, Ré), Nubit (Széth, Szuteh) és Pe (Vádzset). E sorozat egyébként egybevág a régészeti adatokkal, hiszen éppen e városokból ismert a legtöbb korai emlék.
A Nagada-II. korára tehető az asztronómia megjelenése is, mely a fentiekből következően mindenképp kapcsolatba került a másvilághit elemeivel is, de lehetővé tette az időszámítás alapjainak kidolgozását is. Az állatövhöz közeli csillagképek közül kiválasztották azokat, melyek egyenletes időközökben keltek fel az év egy bizonyos szakaszában. Ezek alapján számolták az órákat, mely dekán-csillagképek később mind a csillagászat, mind az asztrológia, mind a vallás fejlődésében nagy szerepet játszottak. A dekánok közül eddig csak keveset sikerült azonosítani – főképp azért, mert egészen másképp osztották fel az eget csillagképekre, mint mi. Biztosnak látszik például a Szah (Orion) és a Szah oszlopa (Orion öve) dekánok azonosítása, de a legtöbb dekán-csillagkép azonosítása eddig nem sikerült. A dekán-istenek és a dekánokhoz kapcsolt egyéb istenek aktív sorsformáló erővé léptek elő a későbbi korokra. Az évkönyvek megjelenése úgyszintén az egységes időszámítás, s annak hivatalos nyilvántartása igényének kifejeződése. A megelőző korokban csak a királyok neveit jegyezték fel, míg ekkortól az uralkodók minden egyes éve sorszámot és nevet is kapott az adott év valamely jelentős eseménye alapján.
A thiniszi királyok ideje alatt kezdődött meg az új típusú közigazgatás megszervezése is. E korból datálódik az első ismert vagyon-számbavétel, mely később két évenként ismétlődött. Ez kapcsolatba hozható a szepatok (nomoszok) felállításával, melyek a vagyoni cenzus mérvadó területei lettek. A szepat-kormányzókat (ismert görög szóval: nomarkhész) egyenesen a király nevezte ki, ami talán a helyi nemesség hatalom-korlátozásának eszköze volt. A szepat néhány városból és faluból álló egység, fővárosa, a nuit vezetése alatt. A nuitban az Óbirodalom korára egyesült a szepat mindenfajta irányítása – civil és katonai, kulturális és gazdasági. Ide folytak be az adók, amelyekkel a szepat-kormányzó számolt el a királyi kincstár felé.
Az első két dinasztia idején az északi közigazgatás néhány korábbi eleme tovább élt, így például a legnagyobb hatalmú hivatalnok Az Északi ország királyának pecsétőre címet viselte. A III. dinasztiára ez a cím üres, tényleges hatalommal nem járó kitüntetéssé vált, többek közt Imhotep is viselte.

## A thiniszi állam
Az I-II. dinasztia idejének végére egy két részből álló, még nem szilárd egységű perszonálunió jött létre. A felső-egyiptomi hódítók a leigázott északot, a Deltavidéket nem csatolták közvetlenül a birodalomhoz, hanem csak annak trónját foglalták el, talán a függetlenség látszatát kívánták így őrizni. Ez a forma Egyiptom egész további történetében fennmaradt. Két és fél évezreden át két különálló állam, Ta-meh és Ta-reszi perszonálunióban egyesített területe jelentette a tulajdonképpeni Egyiptomot, azaz Kemetet. Az uralkodók a trónra lépés alkalmával, valamint a hebszed-ünnepen (a koronázás 30 éves évfordulóján) diadalként ülték meg újra és újra Alsó-Egyiptom elfoglalását. Később ugyan némileg változott a helyzet, Észak egyre nagyobb hangsúlyt kapott, egészen addig, hogy még az uralkodók eredeti Felső- és Alsó-Egyiptom királya címe is megfordult Alsó- és Felső-Egyiptom királya formára, de ez már csak a ténylegesen északon, Ineb-Hedzs városában székelő óbirodalmi királyok idejében történt.
Az állam kettőssége minden külső és belső megnyilvánulásában jelentkezett. Külsőség például a kettős korona (pszent), az egyesített alsó-egyiptomi fehér- és felső-egyiptomi vörös korona. Ezen mindkét országrész védnöke megtalálható, a déli Nehbet és északi Uto (Jaret, Vádzset), akiknek együttes megjelölése immár a Két Hatalmas. Az intézményrendszer két központú maradt, még a királyi kincstár is: a déli a Fehér Ház, az északi a Vörös Ház. Az I. dinasztia közepétől az uralkodó címe: Neb Niszut Biti (Két Ország Ura), majd Nád és Méh Ura.
A Két Birodalom Korában állandó hadsereg még nem létezett, a királyság politikai támasza az előkelő réteg volt, akik névleg korlátlan hatalmat ruháztak a királyra, de nem hagyták szabadon cselekedni. A szakrális királyság kezdete afféle arisztokratikus köztársaság volt, élén egy reprezentatív uralkodóval. A királyi hatalom csak úgy válhatott egyszemélyivé, ha apránként kiépített egy királyhű hivatalnokrendszert, akik már csak a királynak tartoztak felelősséggel. A hivatalnokréteg a királyság gazdasági alapjait szilárdította meg az adók rendszeres behajtásával, mely folyamat végül a politikai fundamentum megerősödésével is járt.
Az I. dinasztia állama kezdetben meglehetős szilárdságnak örvendett. A források csupán az uralkodóházon belüli viszályokról számolnak be – persze ettől még lehetett más természetű probléma is, hiszen az I. dinasztia végétől már minimum két független északi uralkodóról tudunk. A II. dinasztia ennyire sem volt szerencsés. Ennek elején a hagyományos abüdoszi temetkezések láncolata megszűnt, később, mikor a tradíciókhoz visszatértek, az uralkodók már új címeket viseltek, mint például az Akivel Mindkét Isten Megbékélt. A korábbi uralkodók a származási helyük istenének, Hórnak nevét vették fel, illetve használták a szereh-keret felett. Peribszen viszont Hór ellenségének, Széthnek (Szuteh) képét rajzoltatta a szereh-keret fölé, ami nyilván szimbolikus megfogalmazása a viszálynak. Ez teljesen meggyőző módon utal az ország helyzetére. Hasehem idejéből nemcsak a szobortalapzatok maradtak fenn a lázadás emlékével, hanem két kőedény is, melyeken jól olvasható a keltezés: Alsó-Egyiptom leverésének évében. Ezeken a felső-egyiptomi koronát viselő királynak Hór nyújtja át a Két Ország egyesítésének emblémáját. Hasehemui (vagy Khaszekhemvej) jelentős adományokat és rengeteg fogadalmi „letétet” küldött Nehem ősi templomába is, melyek innen elő is kerültek – Narmer tárgyaival együtt. (Haszehemui valószínűleg azonos Haszehemmel, és észak legyőzése után vette fel a Két hatalom felkelése jelentésű nevet.)
A gazdaság a II. dinasztia végére gyökeresen átalakult. Nem tudni, Egyiptom földje milyen módon ment át kizárólagosan a király tulajdonába. Tény azonban, hogy az Óbirodalom korára minden termőföld a király személyes tulajdona, néhány önálló faluközösséget kivéve.

### Államforma
A legkorábbi államforma valószínűleg a történészek által főnökségi rendszernek nevezett alakulat volt.
„A főnökségek alapja a rang, az emberek eltérő társadalmi státusza. A különböző nemzetségeket presztízsük mértéke szerint osztályozzák. A vezető nemzetséget – és vele együtt az egész társadalmat – a nemzetségfő, a főnök irányítja. A presztízst és a rangot az határozza meg, milyen közeli rokonságban áll valaki a főnökkel. Ennek következtében nincs igazi társadalmi osztályokra tagolódás. A termék- és élelmiszer-felesleget időről időre kötelező érvénnyel beszolgáltatják a főnöknek. Ő ezt kíséretének fenntartására, néha pedig az alattvalói közti újraosztásra (redisztribúció) használhatja. A főnökségnek általában van hatalmi központja, gyakran templomokkal, a főnök és kísérete szálláshelyével és szakosodott kézművesekkel. A főnökségek nagysága jelentősen eltérhet, de lélekszámuk rendszerint 5000 és 20000 között mozog. A főnökség egyik legfontosabb jellemvonása az állandó rituális és szertartási központ, mely egyben az egész politikai szervezet szellemi központjául szolgál. Ez azonban nem az állami társadalmakból ismert, hivatásos bürokráciával rendelkező állandó városi központ (főváros). A főnökségi társadalmak személyes ranghoz kötődő jellegzetességeit azonban nemcsak településszerkezetben, hanem a temetkezéseket gyakran jellemző kivételesen gazdag sírmellékletekben is meg lehet figyelni.”
Valamennyi itt felsorolt ismérv megtalálható a korai Egyiptomban – egészen a III. dinasztiáig tisztán, majd fokozatosan halványodva. Talán csak a népesség számadata lóg ki, ám e periódusnak feltehető városkirályságai, illetve a nagyobb államkezdemények ettől sem túlzottan térnek el, később a permanens egyesítési folyamat duzzasztotta fel a lélekszámot. Az V. dinasztiáig roppant fontos volt az uralkodóházhoz való rokonság foka: egy vezető nemzetség feje volt az ország főnöke. Egyiptomban nincsenek valódi társadalmi osztályok az V. dinasztiáig. A kétévenkénti vagyon-számbavétel sem adót ír elő, hanem kötelező beszolgáltatást. A befolyó jövedelmek a szerény udvartartásra fordítódtak, valamint valódi redisztribúcióra, hiszen a királyi birtokokon (a IV. dinasztia végéig tehát a teljes Nílus-völgyben!) a dolgozók (parasztok, munkások, kézművesek és munkavezetők egyaránt) feltehetően egy központi raktárból kapták természetbeni ellátmányukat. Az uralkodó székhelye még egyáltalán nem főváros-jellegű, a temetkezések pedig egyértelműen hasonlatosak a főnökségi rendszerek temetkezéseihez, ahogy a monumentális, közmunkában készült építmények is.
„A korai államok a főnökségnek sok jellemvonását megőrizték, de az uralkodónak egyértelmű joga van a törvények meghozatalára, és azoknak az állandó hadsereg segítségével történő betartatására.” Egyiptomban viszont a XVIII. dinasztia koráig nem volt állandó hadsereg, az uralkodó a III. dinasztiáig csak afféle primus inter pares volt – egy reprezentatív, talán szakrális személy, de tényleges hatalom nélkül. Törvényhozási jogköréről pedig a leghalványabb fogalmunk sincs. Bármilyen furcsa, Egyiptomban még a dinasztikus korokban is főnökségi rendszer volt, mely csak az Óbirodalom második felében kezdett oldódni, talán annak is inkább a végén: ahhoz mindenképp későn, hogy az első átmeneti kor poklát el lehetett volna kerülni.